# Karolina Sobańska

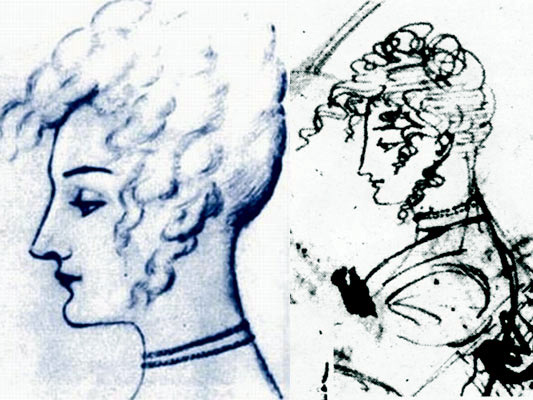
Sobanskaya

Karolina Sobańska född cirka 1794, död 1885, var en polsk adelskvinna och agent i rysk tjänst. Hon hade ett förhållande med nationalpoeten Adam Mickiewicz och med Polens ryske militärguvernör general Jan Witt. Under Novemberupproret fick hon 1831 i uppdrag av Witt att agera spion bland de polska rebellerna i Dresden, ett uppdrag hon framgångsrikt utförde, och hon kunde vidarebefordra flera värdefulla upplysningar till ryssarna under sin tjänst. Betraktad som en förrädare i Polen, och sedd med misstänksamhet av den ryske tsaren trots sin tjänst som agent, emigrerade hon till Paris 1836.